# Meurtres de Burke et Hare

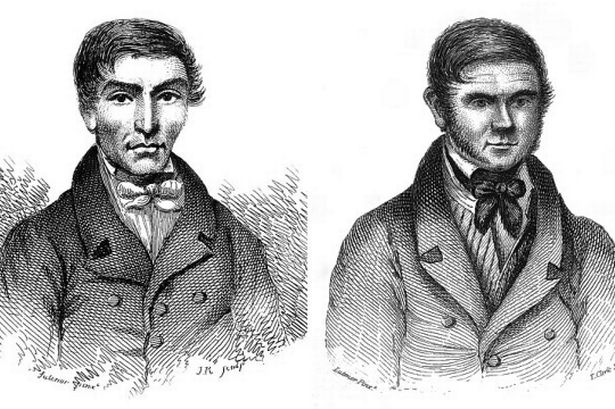
William Burke et William Hare au tribunal en 1828.

Les meurtres de Burke et Hare (en anglais Burke and Hare murders), connus aussi sous le nom de meurtres de West Port  (West Port murders) sont une série de crimes de sang commis à Édimbourg entre novembre 1827 et le 31 octobre 1828. Ils furent attribués à deux immigrants irlandais William Burke (1792-1829) et William Hare (1792 ou 1804 -?), qui revendirent les cadavres de leurs 16 victimes à des fins de dissection et d'études anatomiques au docteur Robert Knox, un médecin légiste indépendant dont les élèves venaient de l'Edinburgh Medical College.
Les deux meurtriers avaient pour complices probables la  maîtresse de Burke, Helen McDougal, et l'épouse de Hare, Margaret Laird. De leur méthode pour tuer leur victime avec un minimum de traces est venu le mot de langue anglaise burking, signifiant : étouffer pour tuer en comprimant le thorax de la victime, et dans un sens dérivé, supprimer quelqu'un tranquillement,.
L'histoire de ces meurtres a marqué la culture populaire britannique.

## Contexte
Avant 1832, il y avait un manque de cadavres disponibles pour l'étude et l'enseignement de l'anatomie dans les écoles de médecine de Grande-Bretagne. L'Université d'Édimbourg était alors une institution mondialement reconnue dans les sciences médicales. Celles-ci connaissaient un essor important au début du XIXe siècle, entraînant une forte augmentation de la demande de cadavres pour dissection mais au même moment, la seule source légale d'approvisionnement, les corps de criminels exécutés, se réduisit fortement du fait de la baisse du nombre d'exécutions due à l'abrogation du Bloody Code (le « Code sanglant »). Seulement deux ou trois cadavres étaient disponibles par an pour un nombre important d'étudiants. Cette situation de manque créa une activité criminelle pour obtenir des cadavres par tous les moyens avec l'apparition de trafiquants de cadavres (appelés aussi les « résurrectionnistes »), provoquant répulsion et peur de la population. Il n'y avait qu'un pas du vol de cadavres au meurtre pour anatomie.

## Procès et pendaison de Burke

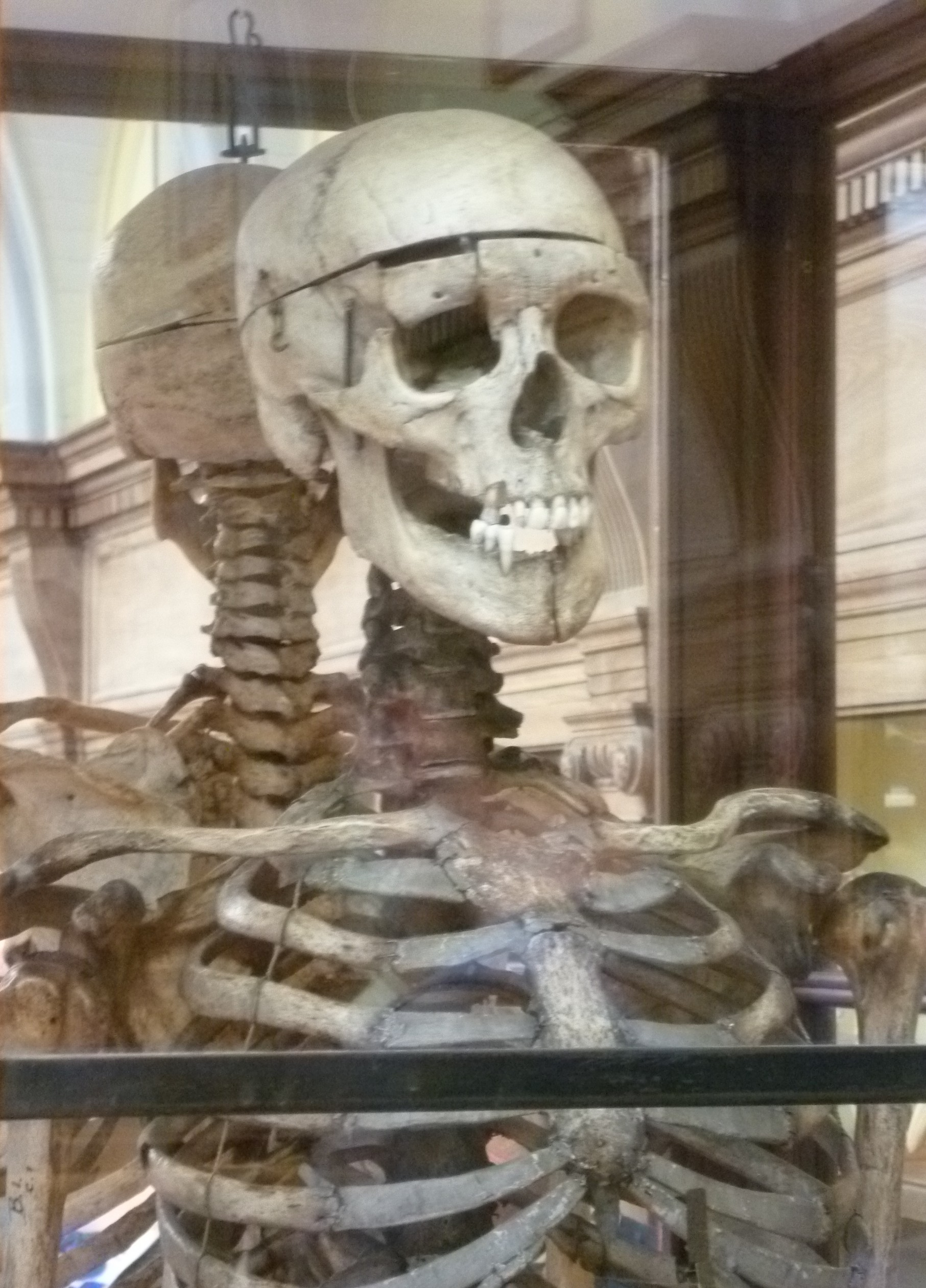
Squelette exposé de William Burke.

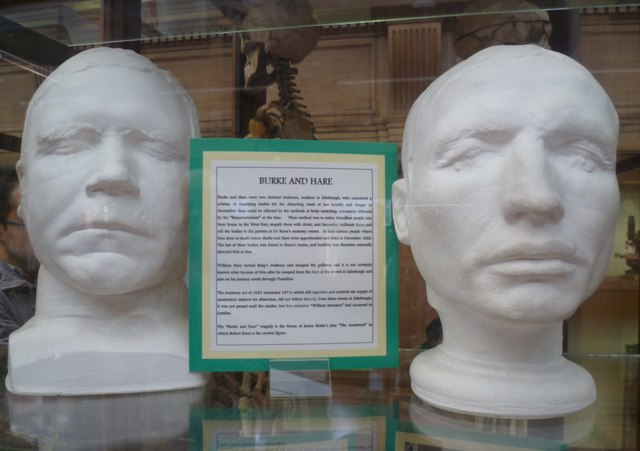
Masque mortuaire de William Burke (à gauche) et masque vivant de William Hare.

Les preuves contre le duo n'étaient pas formellement établies, le Lord Advocate Sir William Rae offrit à Hare l'immunité contre des poursuites s'il avouait et acceptait de témoigner contre Burke. Ce dernier fut condamné à mort en décembre 1828 et pendu le 28 janvier 1829. Son cadavre fut ensuite publiquement disséqué à l'Edinburgh Medical College. Le professeur ayant procédé à cette dissection, Alexander Monro, trempa sa plume dans le sang de Burke et écrivit « Ceci est écrit avec le sang de Wm Burke, qui a été pendu à Edimbourg. Le sang vient de sa tête ». Son squelette, son masque mortuaire et des parties de peau tannée sont exposés au musée du collège de médecine,.
Helen McDougal fut relâchée car sa complicité dans les meurtres ne put être établie. Le docteur Knox ne fut pas poursuivi malgré la colère populaire à son encontre, Burke ayant juré lors de ses aveux que Knox ignorait tout de l'origine des cadavres.
Ces meurtres ont contribué à l'adoption de la loi sur l'anatomie de 1832 (Anatomy Act).

## Inspirations artistiques
- Le Voleur de cadavres, nouvelle de Robert Louis Stevenson

### Adaptations cinématographiques
- 1945 : Le Récupérateur de cadavres (The Body Snatcher) de Robert Wise - adaptation de la nouvelle de R. L. Stevenson
- 1948 : The Greed of William Hart (en) d'Oswald Mitchell (en)
- 1959 : L'Impasse aux violences (The Flesh and the Fiends) de John Gilling
- 1972 : Burke and Hare (Horrors of Burke and Hare) de Vernon Sewell
- 1985 : Le Docteur et les Assassins de Freddie Francis

- 2010 : Cadavres à la pelle (Burke and Hare) de John Landis

### Adaptations télévisuelles
- 2018 : Mythes et croyances (Lore) saison 2, épisode 1 "Burke et Hare - Au nom de la science"